# Jean-Marie Roland de la Platière
Jean-Marie Roland de la Platière (Thizy (Villefranche mellett), 1734. február 18. – Rouen, 1793. november 15.) francia forradalmi politikus, államférfi, Madame Roland férje.

## Élete
A francia forradalom kitörésekor az állami gyárak főfelügyelője volt Lyonban, és mint e város képviselője foglalt helyet 1791—92-ig a törvényhozó gyűlésben. Ott a girondistákkal lépett érintkezésbe, és Brissot révén 1792 márciusában a gironde-minisztériumban a belügyminiszteri tárcát kapta, míg XVI. Lajos egy nagyon szabadon szerkesztett levele miatt június 13-án el nem bocsátotta. A királyság bukása (augusztus 10.) után azonban újra belépett a minisztériumba. Leghevesebb ostorozója volt a hegypárt anarchikus törekvéseinek, és az igazi népszabadság ellen intézett mindennemű támadásokat erélyesen visszautasította. A jakobinusok megvádolták, hogy a vidéket politikailag önállósítani, és a fővárostól függetleníteni akarja, 1793. január 23-án elbocsátását kérte. Június elején (a girondiak bukásakor) Roland de la Platière-t is el akarták fogni, de Rouenba szökött, ahol felesége kivégezéséről értesülvén öngyilkos lett. Iratai közül a nejéhez intézett Úti levelei (Amsterdam, 1782, 6 kötet) és a Dictionnaire des manufactures et des arts qui en dépendent (3 kötet) említendők, amelyet Panckoucke Encyclopédie méthodique című műve számára irt.